# Пиростартёр
Пиростартёр — устройство для запуска теплового двигателя (например, ДВС или газотурбинного), использующее энергию горячих газов сгорающего пиротехнического заряда. Применяется при жёстких ограничениях по весу (в авиации), для резервирования систем электро- или пневмозапуска (резервные энергетические агрегаты), либо при полном отсутствии или недостаточной мощности имеющихся электро- и пневмосистем (ранние ДВС).
Известны два основных варианта исполнения. Исторически первый — простейшее дополнительное устройство на основном поршневом ДВС, трубка с пороховым зарядом, газы которого поступают при запуске в рабочий цилиндр, давая начальный толчок коленвалу. Может быть включён как резервный в основную пневматическую систему пуска. Более совершенный вариант пиростартёра — отдельный малогабаритный двигатель, поршневой или турбинный. Устанавливается на основном моторе стационарно или подводится в момент запуска. Во времена поршневой авиации был популярен пиростартёр Коффмана с винтовой передачей с поршня на вал, делающий в момент срабатывания всего несколько оборотов. На газотурбинных авиадвигателях встречается стартёр в виде маленькой газовой турбины с редуктором, работающей на однокомпонентном топливе без использования атмосферного воздуха.